# Присняков, Владимир Фёдорович
Владимир Фёдорович Присняков (18 июня 1937, Верховцево, Днепропетровская область — 28 ноября 2009, Одесса) — советский и украинский учёный в области ракетно-космических двигателей и энергетических установок, академик Национальной академии наук Украины (1990), академик АПН Украины (1992). Лауреат Государственной премии Украины, заслуженный деятель науки УССР.

## Биография
Родился в 1937 году в селе Козинка (ныне — территория города Верховцево) Днепропетровской области в семье железнодорожников. В 1955 году окончил Верховцевскую среднюю школу № 17 Сталинской железной дороги с золотой медалью. В 1960 году окончил физико-технический факультет Днепропетровского государственного университета и начал научно-преподавательскую деятельность.
С 1986 по 1998 год — ректор Днепропетровского национального университета имени Олеся Гончара. Как характеризовал его А. П. Огурцов: «ракетчик и жёсткий человек».
Мастер спорта СССР по фехтованию. Член Европейской ветеранской ассоциации фехтования.
Умер 28 ноября 2009 года от сердечного приступа по дороге к вокзалу в г. Одессе. Похоронен в г. Днепре.

## Научная деятельность
Автор более 500 научных публикаций (в том числе более 200 на английском языке), 45 монографий, учебников, пособий, 62 авторских свидетельств.